# Charlie Williams (Komiker)
Charles Adolphus „Charlie“ Williams, MBE (* 23. Dezember 1927 in Royston, West Riding of Yorkshire; † 2. September 2006 in Barnsley, Yorkshire) war ein britischer Komiker und Fußballspieler.

## Leben
Williams spielte in den 1950er Jahren professionell Fußball bei den Doncaster Rovers, für die er insgesamt 173 Spiele (1 Tor) absolvierte.
Danach wechselte er zunächst als Sänger ins Showbusiness. Doch bekannt wurde er erst durch seine Auftritte in der britischen 1970er-Jahre Comedyserie The Comedians, bei der auch Frank Carson, Bernard Manning, Tom O’Connor, Jim Bowen, Lennie Bennett und Mike Reid mitspielten. Anschließend wurde er von 1973 bis 1974 Gastgeber der Sendung The Golden Shot. Er ermöglichte damit, laut eigener Aussage, dass schwarze Entertainer überall akzeptiert wurden. Andere schwarze Comedians wie Lenny Henry und Gary Wilmot wurden durch ihn inspiriert. Neben seinem Yorkshire-Akzent, zählte die Komediephrase „me old flower“ zu seinen Markenzeichen.
1999 wurde Williams für seine Wohltätigkeit-Arbeit mit dem Orden Member of the British Empire (MBE) ausgezeichnet. Er wurde außerdem zum Doncaster Rovers all-time cult hero durch Zuschauer des Football Focus Programm gewählt.
2006 starb er im „Barnsley General Hospital“ an seiner Parkinson-Krankheit, an der er über ein Jahrzehnt lang gelitten hatte.
| Personendaten    | Personendaten                         |
| ---------------- | ------------------------------------- |
| NAME             | Williams, Charlie                     |
| ALTERNATIVNAMEN  | Williams, Charles Adolphus            |
| KURZBESCHREIBUNG | britischer Komiker und Fußballspieler |
| GEBURTSDATUM     | 23. Dezember 1927                     |
| GEBURTSORT       | Barnsley, Yorkshire                   |
| STERBEDATUM      | 2. September 2006                     |
| STERBEORT        | Barnsley, Yorkshire                   |